# Landesregierung von Sachsen-Anhalt
Die Landesregierung von Sachsen-Anhalt ist das Leitungsorgan der Exekutive des deutschen Landes Sachsen-Anhalt. Es besteht nach der deutschen Wiedervereinigung 1990 auf Grundlage des Ländereinführungsgesetzes wieder gebildeten Landes Sachsen-Anhalt gemäß Artikel 64 Absatz 1 der Verfassung des Landes Sachsen-Anhalt aus dem Ministerpräsidenten des Landes Sachsen-Anhalt und den Ministern.
Die Landesregierung vollzieht insbesondere die vom Landesparlament beschlossenen Gesetze und führt die Landesverwaltung aus. Sie ist darüber hinaus allgemein zu politischen Staatsleitung berufen und hat unter anderem großen Einfluss auf die Gesetzgebung (auch im Bund). Sie hat ihren Sitz in der Landeshauptstadt Magdeburg.

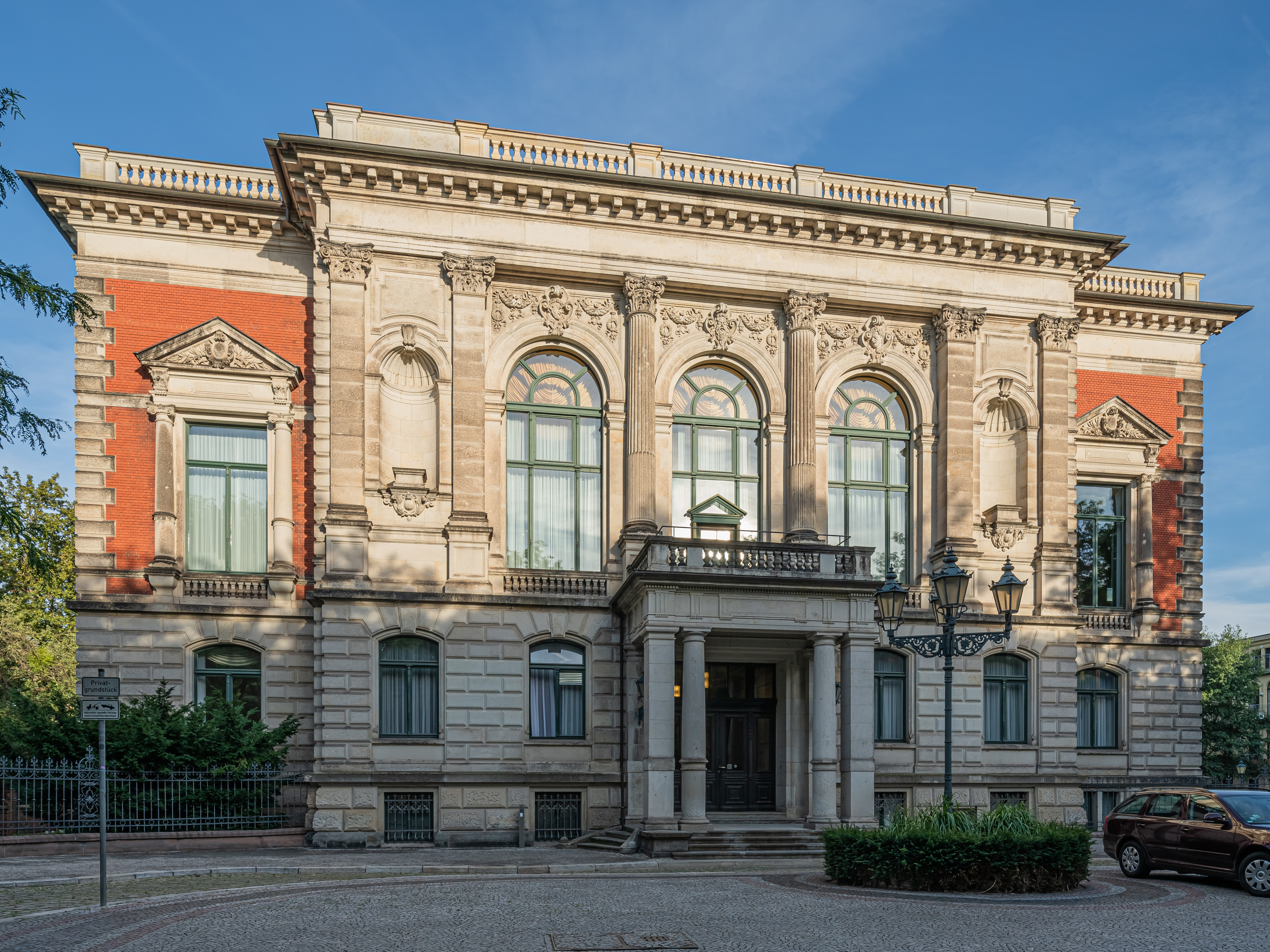
Staatskanzlei, Magdeburg

Seit dem 16. September 2021 ist die Regierung aus CDU, SPD und FDP unter Ministerpräsident Reiner Haseloff (CDU) im Amt.
Der Ministerpräsident bestimmt die Richtlinien der Politik der Landesregierung und trägt dafür die Verantwortung. Er leitet die Geschäfte der Landesregierung nach Maßgabe der Geschäftsordnung. Der Ministerpräsident wird vom Landtag von Sachsen-Anhalt ohne Aussprache in geheimer Abstimmung gewählt. Die Minister werden vom Ministerpräsidenten ernannt und entlassen. Der Ministerpräsident bestellt einen Minister zu seinem Stellvertreter.

## Aktuelle Landesregierung
Seit dem 19. April 2011 ist Reiner Haseloffs (CDU) Ministerpräsident des Landes Sachsen-Anhalt. Das Kabinett Haseloff III bildet seit dem 16. September 2021 die Landesregierung von Sachsen-Anhalt.
| Bild | Amt                                                            | Amtsinhaber         | Partei |
| ---- | -------------------------------------------------------------- | ------------------- | ------ |
|      | Ministerpräsident                                              | Reiner Haseloff     | CDU    |
|      | Staatsminister Chef der Staatskanzlei und Minister für Kultur  | Rainer Robra        | CDU    |
|      | Ministerin für Inneres und Sport                               | Tamara Zieschang    | CDU    |
|      | Ministerin für Justiz und Verbraucherschutz                    | Franziska Weidinger | CDU    |
|      | Minister der Finanzen                                          | Michael Richter     | CDU    |
|      | Ministerin für Arbeit, Soziales, Gesundheit und Gleichstellung | Petra Grimm-Benne   | SPD    |
|      | Ministerin für Bildung                                         | Jan Riedel          | CDU    |
|      | Minister für Wirtschaft, Tourismus, Landwirtschaft und Forsten | Sven Schulze        | CDU    |
|      | Minister für Wissenschaft, Energie, Klimaschutz und Umwelt     | Armin Willingmann   | SPD    |
|      | Ministerin für Infrastruktur und Digitales                     | Lydia Hüskens       | FDP    |

Die Landesregierung als Kollegialorgan, der Ministerpräsident und die Ministerien gelten (neben dem Rechnungshof) als oberste Landesbehörden. Die Regierung legt ihre Geschäftsbereiche eigenverantwortlich fest, der Landtag muss diesem aber Beschluss zustimmen. Zur Ausübung der Amtsgeschäfte besteht die Staatskanzlei und Ministerium für Kultur als Behörde des Ministerpräsidenten und 9 Fachministerien.

## Bisherige Landesregierungen

### Landesregierungen von 1946 bis 1952
| Ministerpräsident     | beteiligte Parteien      | Zeitraum  | Kabinett             |
| --------------------- | ------------------------ | --------- | -------------------- |
| Erhard Hübener (LDP)  | LDP, KPD, SPD, SED       | 1945–1946 | Kabinett Hübener I   |
| Erhard Hübener (LDP)  | LDP, SED, CDU            | 1946–1949 | Kabinett Hübener II  |
| Werner Bruschke (SED) | SED, LDP, CDU, NDPD      | 1949–1950 | Kabinett Bruschke I  |
| Werner Bruschke (SED) | SED, CDU, LDP, NDPD, DBD | 1950–1952 | Kabinett Bruschke II |

Durch Gesetz vom 23. Juli 1952 wurde das Land Sachsen-Anhalt aufgelöst und sein Gebiet in die neuen Bezirke Halle und Magdeburg aufgeteilt.

### Landesregierungen seit 1990
Aufgrund von Landtagswahlen und Regierungsumbildungen amtierten im 1990 wieder hergestellten Land Sachsen-Anhalt bisher folgende Kabinette:
| Ministerpräsident       | Regierungsparteien | Zeitraum  | Kabinett              |
| ----------------------- | ------------------ | --------- | --------------------- |
| Gerd Gies (CDU)         | CDU, FDP           | 1990–1991 | Kabinett Gies         |
| Werner Münch (CDU)      | CDU, FDP           | 1991–1993 | Kabinett Münch        |
| Christoph Bergner (CDU) | CDU, FDP           | 1993–1994 | Kabinett Bergner      |
| Reinhard Höppner (SPD)  | SPD, Grüne         | 1994–1998 | Kabinett Höppner I    |
| Reinhard Höppner (SPD)  | SPD                | 1998–2002 | Kabinett Höppner II   |
| Wolfgang Böhmer (CDU)   | CDU, FDP           | 2002–2006 | Kabinett Böhmer I     |
| Wolfgang Böhmer (CDU)   | CDU, SPD           | 2006–2011 | Kabinett Böhmer II    |
| Reiner Haseloff (CDU)   | CDU, SPD           | 2011–2016 | Kabinett Haseloff I   |
| Reiner Haseloff (CDU)   | CDU, SPD, Grüne    | 2016–2021 | Kabinett Haseloff II  |
| Reiner Haseloff (CDU)   | CDU, SPD, FDP      | seit 2021 | Kabinett Haseloff III |

1. ↑  Die von Ministerpräsident Reinhard Höppner (SPD) geführten Landesregierungen der 2. und 3. Wahlperiode des Landtags (1994 bis 2002) waren Minderheitsregierungen, die von der Landtagsfraktion der PDS toleriert wurden.

### Listen der Minister
Die folgenden Listen führen die für einzelne Fachbereiche zuständigen Minister seit 1990 auf:
- Liste der Minister für Arbeit
- Liste der Minister für Bildung
- Liste der Minister für Finanzen
- Liste der Minister für Inneres
- Liste der Minister für Justiz
- Liste der Minister für Umwelt
- Liste der Minister für Verkehr
- Liste der Minister für Wirtschaft